# 유영갑
유영갑(劉永甲, 1980년 6월 10일~)은 대한민국의 제7·8·9대 전라남도 순천시의회 의원이다.

## 학력
- 1987.03 ~ 1993.02 회덕국민학교 졸업
- 1993.03 ~ 1996.02 순천월전중학교 졸업
- 1996.03 ~ 1999.02 순천공업고등학교 졸업
- 1999.03 ~ 2000.03 순천제일대학교 중퇴

## 경력
- 황전농민회 영농조합법인 황우마을 운영위원장
- 순천시 축산농가 비상대책위원장
- 순천시 농민회 청년부장
- 전농 광주·전남연맹 한우대책위원장
- 2014.07 ~ 2018.06 제7대 전라남도 순천시의회 의원
- 2014.07 ~ 2016.07 제7대 전라남도 순천시의회 전반기 문화경제위원회 위원
- 2014.07 ~ 2016.07 제7대 전라남도 순천시의회 전반기 예산결산특별위원회 위원
- 2014.07 ~ 2016.07 제7대 전라남도 순천시의회 전반기 의회운영위원회 위원
- 2014.11 ~ 2014.11 제7대 전라남도 순천시의회 문화경제위원회 행정사무감사 위원
- 2015.12 ~ 2015.12 제7대 전라남도 순천시의회 문화경제위원회 행정사무감사 위원
- 2016.07 ~ 2018.06 제7대 전라남도 순천시의회 후반기 문화경제위원회 위원
- 2016.07 ~ 2018.06 제7대 전라남도 순천시의회 후반기 예산결산특별위원회 위원장
- 2016.12 ~ 2016.12 제7대 전라남도 순천시의회 문화경제위원회 행정사무감사 위원
- 2017.04 ~ 2017.04 제7대 전라남도 순천시의회 자치법규정비특별위원회 위원
- 2017.05 ~ 2017.05 제7대 전라남도 순천시의회 순천역사바로잡기특별위원회 위원
- 2017.12 ~ 2017.12 제7대 전라남도 순천시의회 문화경제위원회 행정사무감사 위원
- 2018.07 ~ 2022.06 제8대 전라남도 순천시의회 의원
- 2018.07 ~ 2020.07 제8대 전라남도 순천시의회 전반기 행정자치위원회 위원
- 2018.07 ~ 2020.07 제8대 전라남도 순천시의회 전반기 예산결산특별위원회 위원
- 2018.12 ~ 2018.12 제8대 전라남도 순천시의회 행정자치위원회 행정사무감사 위원
- 2019.12 ~ 2019.12 제8대 전라남도 순천시의회 행정자치위원회 행정사무감사 위원
- 2020.07 ~ 2022.06 제8대 전라남도 순천시의회 후반기 윤리특별위원회 위원
- 2020.07 ~ 2022.06 제8대 전라남도 순천시의회 후반기 행정자치위원회 위원장
- 2020.07 ~ 2022.06 제8대 전라남도 순천시의회 후반기 농촌발전특별위원회 위원
- 2020.07 ~ 2022.06 제8대 전라남도 순천시의회 후반기 문화예술체육진흥특별위원회 위원
- 2022.07 ~ 2025.02 제9대 전라남도 순천시의회 의원
- 2022.07 ~ 2024.07 제9대 전라남도 순천시의회 전반기 행정자치위원회 위원
- 2022.07 ~ 2024.07 제9대 전라남도 순천시의회 전반기 예산결산특별위원회 위원장
- 2024.06 ~  진보당 전라남도당 순천시 지역위원회 위원장
- 2024.07 ~ 2025.02 제9대 전라남도 순천시의회 후반기 문화경제위원회 위원
- 2024.07 ~ 2025.02 제9대 전라남도 순천시의회 후반기 예산결산특별위원회 위원

## 역대 선거 결과
|  | 20.90% |

|  | 24.68% |

|  | 29.23% |